# 村雲站
村雲站（日语：／ Murakumo eki */?）是位於兵庫縣多紀郡多紀町（現時：丹波篠山市向井），日本國有鐵道（國鐵）篠山線的鐵路車站（廢站）。
車站名稱是取自車站啟用至1955年（昭和30年）之間，所在位置的村名「村雲村」。而現時村雲這個名稱使用在附近一帶的地名與小學名稱。此站曾發送於附近出產的錳和矽石。

## 歷史
- 1944年（昭和19年）3月21日：篠山線開通，此站啟用[1]。
- 1958年（昭和33年）11月1日：車站職員繼續在站內當值，但是售票、檢票和收票是由車長負責[2]。
- 1972年（昭和47年）3月1日：篠山線全線廢除，此站也被廢除[3]。

## 車站構造
站舍是在路軌北邊。在站舍對出的是貨運月台，距離站舍較遠的月台是客運島式月台。由於站內範圍較大，車站遺址的紀念碑和站牌均放置於路軌遺址，即縣道以北地方。

## 車站周邊
車站遺址變為兵庫縣道543號上宿栃梨線，周邊設有農業用的塑料大棚、農田和住宅區。
- 雲部車塚古墳（日语：雲部車塚古墳）
- 籾井川

## 相鄰車站
日本國有鐵道
篠山線
丹波日置－村雲－福住

## 注腳
1. ↑  「運輸通信省告示第78号」《官報》1944年3月20日 - 國立國會圖書館數碼化收藏
2. ↑  . 鐵道公報 (日本國有鐵道總裁室文書課). 1958-10-29: 7 （日语）.
3. ↑  1972年（昭和47年）2月1日日本國有鐵道公示第547號「運輸営業の廃止の件」
4. ↑  . 丹波新聞. 2014-03-06  [2023-03-28] （日语）.

## 相關項目
- 日本鐵路車站列表 Mu